# Dillon Dubé
Dillon Dubé, född 20 juli 1998, är en kanadensisk professionell ishockeyforward som spelar för Calgary Flames i National Hockey League (NHL). Han har tidigare spelat för Stockton Heat i American Hockey League (AHL) och Kelowna Rockets i Western Hockey League (WHL).
Dubé draftades i andra rundan i 2016 års draft av Calgary Flames som 56:e spelare totalt.

## Statistik
| 2011–2012  | Airdre Xtreme     | AMBHL      | 21  | 7   | 11  | 18  | 4   | 4  | 2  | 2  | 4  | 0  |
| 2012–2013  | Notre Dame Hounds | SMAAAHL    | 26  | 24  | 20  | 44  | 43  | 5  | 6  | 5  | 11 | 8  |
|            | Notre Dame Argos  | SMAAAHL    | 4   | 2   | 0   | 2   | 0   | 3  | 0  | 1  | 1  | 14 |
| 2013–2014  | Notre Dame Argos  | SMAAAHL    | 44  | 21  | 42  | 63  | 65  | 12 | 5  | 8  | 13 | 14 |
|            | Kelowna Rockets   | WHL        | —   | —   | —   | —   | —   | 1  | 0  | 0  | 0  | 0  |
| 2014–2015  | Kelowna Rockets   | WHL        | 45  | 17  | 10  | 27  | 12  | 18 | 5  | 6  | 11 | 8  |
| 2015–2016  | Kelowna Rockets   | WHL        | 65  | 26  | 40  | 66  | 50  | 18 | 2  | 5  | 7  | 16 |
| 2016–2017  | Kelowna Rockets   | WHL        | 40  | 20  | 35  | 55  | 40  | 17 | 7  | 14 | 21 | 18 |
|            | Stockton Heat     | AHL        | —   | —   | —   | —   | —   | 1  | 0  | 0  | 0  | 0  |
| 2017–2018  | Kelowna Rockets   | WHL        | 53  | 38  | 46  | 84  | 52  | 4  | 2  | 0  | 2  | 14 |
|            | Stockton Heat     | AHL        | 6   | 0   | 4   | 4   | 2   | —  | —  | —  | —  | —  |
| 2018–2019  | Calgary Flames    | NHL        | 1   | 0   | 0   | 0   | 0   | —  | —  | —  | —  | —  |
| NHL totalt | NHL totalt        | NHL totalt | 1   | 0   | 0   | 0   | 0   | —  | —  | —  | —  | —  |
| AHL totalt | AHL totalt        | AHL totalt | 6   | 0   | 4   | 4   | 2   | 1  | 0  | 0  | 0  | 0  |
| WHL totalt | WHL totalt        | WHL totalt | 203 | 101 | 131 | 232 | 154 | 58 | 16 | 25 | 41 | 56 |

### Internationellt
| Källa: Uppdaterad: 2018-10-04 | Källa: Uppdaterad: 2018-10-04 | Källa: Uppdaterad: 2018-10-04 |         | Utv = Utvisningsminuter | Utv = Utvisningsminuter | Utv = Utvisningsminuter | Utv = Utvisningsminuter | Utv = Utvisningsminuter |
| År                            | Lag                           | Mästerskap                    | Matcher | Mål                     | Assists                 | Poäng                   | Utv                     |                         |
| ----------------------------- | ----------------------------- | ----------------------------- | ------- | ----------------------- | ----------------------- | ----------------------- | ----------------------- | ----------------------- |
| 2017                          | Kanada                        | JVM                           | 7       | 0                       | 3                       | 3                       | 4                       |                         |
| 2018                          | Kanada                        | JVM                           | 7       | 3                       | 2                       | 5                       | 2                       |                         |
| Junior totalt                 | Junior totalt                 | Junior totalt                 | 14      | 3                       | 5                       | 8                       | 6                       |                         |